# Sasso di Castalda
Sasso di Castalda község (comune) Olaszország Basilicata régiójában, Potenza megyében.

## Fekvése
A megye nyugati részén fekszik. Határai: Abriola, Brienza, Marsico Nuovo, Satriano di Lucania és Tito.

## Története
A település első említése 1068-ból származik.

## Népessége
A népesség számának alakulása:

## Főbb látnivalói
- Sant’Antonio-templom
- San Rocco-templom
- Madonna delle Grazie-kápolna
- San Nicola-kápolna
- Santa Maria Immacolata-templom